# Beförderungsbedingung
Die Beförderungsbedingungen, auch Beförderungsbestimmungen genannt, (englisch general conditions of carriage) sind wesentlicher Vertragsbestandteil für einen Beförderungsvertrag bei einem öffentlichen oder privaten Verkehrsträger. 

## Allgemeines
Als Verkehrsträger kommen insbesondere Unternehmen des öffentlichen Personennahverkehrs, der DB Fernverkehr, Fernbusverkehr, Binnen- und Seeschifffahrt und Luftfahrtunternehmen in Betracht. Aber auch Seilbahnen und ähnliche Transportmittel können Beförderungsbedingungen erlassen. Beförderungsbedingungen sind die Rechtsgrundlage für die Beförderung von Passagieren, Frachtgütern und Post. Dabei ist es gleichgültig, ob es sich um Linienverkehr, Bedarfsverkehr, Charterverkehr oder Gelegenheitsverkehr handelt. 

## Inhalt
Insbesondere werden in den Beförderungsbedingungen geregelt:
- Rechte und Pflichten des Fahrgastes,
- Rechte und Pflichten des Verkehrsunternehmens,
- Vertrieb und Gültigkeit der Fahrkarten,
- Fahrpreis (Tarif)
- erhöhtes Beförderungsentgelt
- Fahrpreiserstattung,
- Mitnahme von Sachen (Gepäck) und Tieren,
- Fundsachen und
- Haftung für Personen- und Sachschäden.

Die Beförderungsbedingungen werden durch separate Tarifbestimmungen ergänzt und gelten zusammen mit diesen.

## Rechtsfragen
Meistens sind die Beförderungsbedingungen Teil der allgemeinen Geschäftsbedingungen (AGB), denn sie sind vom Unternehmer für eine Vielzahl von Beförderungsverträgen vorformuliert und bei Vertragsschluss gestellt worden (§ 310 Abs. 3 Nr. 1 BGB, § 305 Abs. 1 Satz 1 BGB). Die Einbeziehung der AGB ist unter anderem bei der Personenbeförderung im Linienverkehr erleichtert. Nach § 305a Nr. 1 BGB sind die mit Genehmigung der zuständigen Verkehrsbehörde oder auf Grund von internationalen Übereinkommen erlassenen Tarife und Ausführungsbestimmungen der Eisenbahnen und die nach Maßgabe des PBefG genehmigten Beförderungsbedingungen der Straßenbahnen, Omnibusse und Kraftfahrzeuge im Linienverkehr in den Beförderungsvertrag auch ohne Einhaltung der in § 305 Abs. 2 Nr. 1 und 2 BGB bezeichneten Erfordernisse gültig. 
Es gibt in Deutschland hierzu auch die Verordnung über die Allgemeinen Beförderungsbedingungen für den Straßenbahn- und Obusverkehr sowie den Linienverkehr mit Kraftfahrzeugen (BedBefV), welche für diese Verkehrsträger im Geltungsbereich des  PBefG Beförderungsbedingungen festlegt, soweit nicht ausdrücklich andere Besondere Beförderungsbedingungen gelten (§ 39 PBefG). Nach § 13 PBefG sind die Beförderungsbedingungen Bestandteil der Betriebserlaubnis für Straßenbahnen, Obusse und Kraftfahrzeuge im Linienverkehr. Die Verkehrsbetriebe können demnach eigene Bedingungen einführen, die sog. „Besonderen Beförderungsbedingungen“. Sie sind vor ihrer Einführung von der Genehmigungsbehörde zu genehmigen (§ 11 PBefG).
Für die Erstellung der Beförderungsbedingungen ist jedes Unternehmen selbst zuständig, es kann sich dabei jedoch an einem Muster orientieren. Die Beförderungsbedingungen werden entweder durch das Verkehrsunternehmen oder den Verkehrsträger (z. B. Verkehrsverbund) festgelegt.
Nach § 10 BOKraft sind die geltenden Vorschriften über die Beförderungsentgelte, Beförderungsbedingungen und Fahrpläne in Kraftfahrzeugen (auch Taxen) oder Obussen mitzuführen.